# Кабу Абас (Олбија-Темпио)
Кабу Абас је насеље у Италији у округу Сасари, региону Сардинија.
Према процени из 2011. у насељу је живело 206 становника. Насеље се налази на надморској висини од 14 м.